# Pteroglossus azara
El arasarí de pico amarillo o arasarí pico marfil es una especie de ave de la familia Ramphastidae.

## Distribución y hábitat
Vive en el bosque húmedo de la Amazonia, en nororiente de Bolivia, norte y occidente de Brasil, sur y oriente de Colombia, oriente del Ecuador y el Perú y sur de Venezuela, a menos de 1.200 m de altitud.

## Descripción
Mide 33 a 33,5 cm de longitud. La cabeza y el cuello son de color castaño, con la corona negra; presenta una banda rojo vivo en el pecho, una banda negra entre esta y el vientre y el crísum y el vientre son amarillos. El pico es largo y curvado en la punta, con la maxila de color marfil y la mandíbula es marfil, crema o amarilla y presenta una mancha anaranjada a castaña que tiende a ser delgada en la subespecie P. a. azara, más amplia en P. a. flavirostris y generalmente se extiende por gran parte de la mandíbula en P. a. mariae. La piel alrededor de los ojos es gris pizarra o azulado. El dorso es verde oscuro con matices azulados, las alas y la cola verdes. Las patas son verdosas a oliváceas con los dedos amarillos.

## Subespecies
Se conocen tres subespecies que anteriormente se han presentado como especies diferentes:
- Pteroglossus azara azara (Vieillot, 1819), de Colombia, Ecuador y Venezuela;
- Pteroglossus azara flavirostris Fraser, 1841, de la banda cuenca norte del Amazonas en Brasil;
- Pteroglossus azara mariae Gould, 1854,[4] de la banda sur del Amazonas.